# Municipio de Sherman (condado de Story)
El municipio de Sherman (en inglés: Sherman Township) es un municipio ubicado en el condado de Story en el estado estadounidense de Iowa. En el año 2010 tenía una población de 187 habitantes y una densidad poblacional de 1,99 personas por km².

## Geografía
El municipio de Sherman se encuentra ubicado en las coordenadas 42°4′42″N 93°17′22″O / 42.07833, -93.28944. Según la Oficina del Censo de los Estados Unidos, el municipio tiene una superficie total de 93.96 km², de la cual 93,96 km² corresponden a tierra firme y (0 %) 0 km² es agua.

## Demografía
Según el censo de 2010, había 187 personas residiendo en el municipio de Sherman. La densidad de población era de 1,99 hab./km². De los 187 habitantes, el municipio de Sherman estaba compuesto por el 97,33 % blancos, el 2,14 % eran de otras razas y el 0,53 % eran de una mezcla de razas. Del total de la población el 0 % eran hispanos o latinos de cualquier raza.